# Юла Юрій Андрійович
Юрій Андрійович Юла́ (18 серпня 1982, Волевачі — 13 квітня 2025, Суми) — український військовий, полковник Збройних сил України. Командир 27-ї реактивної артилерійської бригади у 2023—2025 роках.

## Біографія
Народився у 1982 році.
2000 року закінчив Чернігівський ліцей з посиленою військово-фізичною підготовкою.
У 2005 році закінчив Військовий інститут ракетних військ та артилерії імені Богдана Хмельницького.
Служив у 26-ї артилерійській бригаді імені генерала-хорунжого Романа Дашкевича. Пройшов шлях від командира взводу до начальника штабу.Був комбатом.
У 2014—2018 роках був командиром дивізіону 43-ї окремої артилерійської бригади.
Був заступником командира 26-ї артилерійської бригади.
У 2023—2025 роках служив командиром 27-ї реактивної артилерійської бригади.
Загинув 13 квітня 2025 року через ракетний удар по Сумах.

## Нагороди
- орден Богдана Хмельницкого I ступеня (1 травня 2025, посмертно) — за особисту мужність, виявлену у захисті державного суверенітету та територіальної цілісності України, самовіддане виконання військового обов'язку.[3]
- орден Богдана Хмельницького II ступеня (25 березня 2022) — за особисту мужність і самовіддані дії, виявлені у захисті державного суверенітету та територіальної цілісності України, вірність військовій присязі.[4]
- орден Богдана Хмельницького III ступеня (22 січня 2015 року) — за особисту мужність і героїзм, виявлені у захисті державного суверенітету та територіальної цілісності України, вірність військовій присязі під час російсько-української війни.[5]